# Dicaeum bicolor
A Dicaeum bicolor a madarak osztályának verébalakúak (Passeriformes) rendjébe és a virágjárófélék (Dicaeidae) családjába tartozó faj.

## Rendszerezése
A fajt Frank Swift Bourns és Dean Conant Worcester írták le 1894-ben, a Prionochilus nembe Prionochilus bicolor néven.

## Alfajai
- Dicaeum bicolor bicolor (Bourns & Worcester, 1894)
- Dicaeum bicolor inexpectatum (Hartert, 1895)
- Dicaeum bicolor viridissimum Parkes, 1971[2]

## Előfordulása
A Fülöp-szigetek területén honos. Természetes élőhelyei a szubtrópusi és trópusi síkvidéki esőerdők. Állandó, nem vonuló faj.

## Megjelenése
Testhossza 9 centiméter.

## Életmódja
Valószínűleg gyümölcsökkel, nektárral és pollennel táplálkozik.

## Természetvédelmi helyzete
Az elterjedési területe nagy, egyedszáma pedig stabil. A Természetvédelmi Világszövetség Vörös listáján nem fenyegetett fajként szerepel.